# Kloster Rougemont (Kanada)

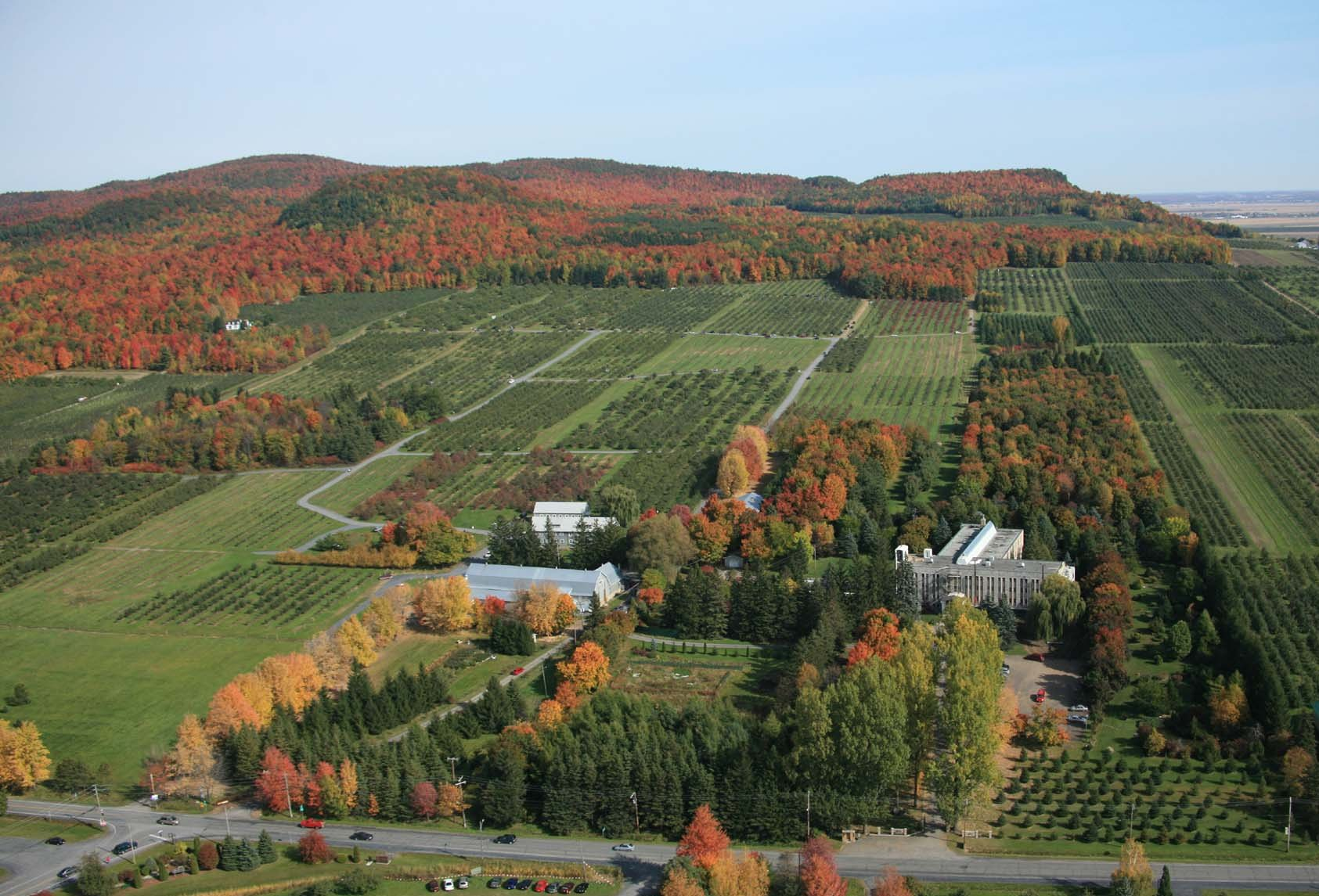
Areal der Zisterzienserabtei Rougemont

Kloster Rougemont (lat. Abbatia B.M.V. de Nazareth) ist eine kanadische Zisterzienser-Abtei in der Provinz Québec in Rougemont, Rouville (regionale Grafschaftsgemeinde). 

## Geschichte
Die Abtei Lérins gründete 1932 das Kloster Notre-Dame de Nazareth 50 Kilometer östlich von Montreal in Rougemont, Bistum Saint-Hyacinthe, in der Hoffnung, dort die Berufungen zu wecken, die für eine Klostergründung in Vietnam nötig waren und die in Frankreich ausblieben. Diese Hoffnung blieb unerfüllt, doch zeigte sich das Kloster lebensfähig und realisierte eine Bodenbewirtschaftung (mit Obstbaumbeständen), die heute als in Québec einzigartiges Kulturerbe gilt. Rougemont ist (neben mehreren Trappistenklöstern) das einzige Kloster in Kanada von Zisterziensermönchen der allgemeinen Observanz.
Abt von Rougemont ist Dom Raphaël Bouchard OCist.